# Барнс, Крис
Крис Барнс (англ. Chris Barnes; род. 29 декабря 1967, Буффало, Нью-Йорк) — американский музыкант. С 1988 по 1995 годы вокалист и автор текстов американской дэт-метал-группы Cannibal Corpse. С 1995 года и по сей день — вокалист американской дэт-метал-группы Six Feet Under. Осенью 2005 года записал альбом «Swarm!» с финской дэт-метал-группой Torture Killer, выпущенный 24 февраля 2006 года, после чего в 2008 году покинул группу.

## Биография
Крис Барнс начал карьеру в экстремальном метале в возрасте 19 лет. Его первой группой была Tirant Sin, появившаяся в 1986 году в родном городе Криса, Буффало. В группу входили: ударник Пол Мазуркевич, гитаристы Боб Русей, Cam 5 и Джо Морелли, басист Рич Зайглер. В течение 1986 года Крис пел в ещё одной группе из Нью Йорка, играющей death/thrash металл, Leviathan, в 1987 году они выпустили демо «Legions of Undead».
В декабре 1988 года Крис Барнс с приятелями по Tyrant Sin Полом Мазуркевичем и Бобом Рьюсеем переходит в формирующуюся группу Cannibal Corpse. К ним присоединяются бас-гитарист Алекс Вебстер и гитарист Джек Оуэн из местной группы Beyond Death. А потом перешёл в Six Feet Under. И после этого у него родилась дочь, имя которой Лора.
Крис написал полностью лирику в альбомах "Butchered at Birth", "Eaten Back to Life" и "The Bleeding" Cannibal Corpse. Когда в интервью спросили "какой же самый любимый альбом группы?", Барнс ответил: "Я люблю их все, действительно люблю. Я реально наслаждался ими всеми. Я оглядываюсь на то время когда был в группе с теплыми воспоминаниями. Это была моя отправная точка, точнее точка как профессионального музыканта. Я думаю что группа помогла определить тот стиль в общих чертах, то что сейчас люди называют дэт-метал - и я часть этого. Я действительно горжусь теми образами и историями, что соединил в тех альбомах. МЫ хотим завоевать весь мир, и я думаю мы уже это сделали, наш угол уже взят".
Барнс покинул группу в 1995 из-за личных разногласий. Тогда он смог уделить полностью своё внимание Six Feet Under, которая была параллельным проектом с 1993 года. 
"Быть погруженным в ту группу незабываемо и хорошо. Я не чувствовал что мог описать чего хотел, но это был хороший переход для меня".
Было предположение что Крис вернётся в группу, но Алекс Уэбстер отрицал данную возможность: "У нас нет планов сделать что либо новое с Крисом Барнсом. Мы ничего не имеет против него, мы движемся дальше, а не живём в прошлом".
После успеха 2-х дэт-метал групп, Барнс присоединился к финской дэт-метал группе Torture Killer осенью 2005. 24 февраля 2006 появляется второй студийный альбом Swarm!, а в январе 2008 Крис покидает группу.

## Общественная деятельность
С момента ухода из Cannibal Corpse, Крис Барнс изменил направленность текстов на более социально-политическую, что в основном выразилось в поддержке легализации марихуаны. Альбом Warpath содержит две песни с упоминаниями о марихуане: первая, «4:20» превозносит эффект от её употребления, вторая, «Caged and Disgraced», взывает к вопросу об арестах лиц, имеющих при себе марихуану. Также, в буклете к альбому упоминается веб-сайт «Национальной организации за реформу законов о марихуане» и указывается, что песня «4:20» (длящаяся 4 минуты 20 секунд) была записана 20 апреля в 04:20 вечера, в «национальный день и традиционное время для курения марихуаны».
Альбом Maximum Violence включает песню «Victim of the paranoid» — ещё одно исследование законов о марихуане, в котором употребляющие марихуану объявляются жертвами системы, которая излишне озабочена её употреблением и пренебрегает более серьёзными вопросами. Крис Барнс, аналогично экс-вокалисту группы Pantera Филу Ансельмо, известен как курильщик марихуаны, проносивший её на концерты и восхваляющий данное растение.

## Вокал
Крис Барнс известен своим вокалом, его стиль состоит из низкого гроулинга. Его вокал расценивают как скрипучий скриминг в некоторых песнях.
Многие исполнители экстремального метала зачастую меняли свой голос в студиях, из-за чего фанаты относились скептически к вокальным данным музыкантов, в том числе и фанаты Криса Барнса:

Люди всегда задавали мне вопросы по-поводу моего вокала. Например: «Какие эффекты ты применяешь, чтобы вокал звучал так?». Я говорил им, что это естественный вокал и они мне не верили. Даже моему звуковику надоело это слышать. Я официально объявил об этом, чтобы люди, приобретшие альбом, знали об этой истории. Мой вокал всегда был необработанным. Мы могли бы применять эффекты на акцентах и вступлениях, но никогда бы не переступали грань. Нет ни фланжеров, ни реверберации вокала на протяжении любой песни. Я боролся с этим на протяжении всей моей карьеры.
Оригинальный текст (англ.)I've always got questions from people about my vocals. Like, "What effects do you use to get the vocals to sound like that?" I'd tell them it was natural and they wouldn't believe me. Even my sound guy at the time got sick of hearing it. I put it right on the record, so people who had the record knew what the story was. My vocals were always raw. We'd do effects on accents and intros, but never a broad spectrum of effects throughout. No flange or reverb on a vocal throughout a song. I've been fighting that my whole career.
— «Hardcore, Punk, and Other Junk: Aggressive Sounds in Contemporary Music»
В интервью он сказал о ранних певческих стремлениях:
"Я был очарован Джином Симмонсом из Kiss, и визуальной идеей демона, являющимся певцом в группе, часть меня придерживалась этого. В 1978,79 годах 11 или 12-летним ребёнком видя Kiss, я был в восторге. Я чувствовал: "Ничего себе. Это живое выступление", и мне нравился Симмонс и нравилось то, что он делал. Я продолжал слушать музыку, ещё более тяжёлую и однажды подростком я подумал "да я сильно люблю эту музыку и может я сам смогу также". И я начал подпевать любимым альбомам Judas Priest, Iron Maiden, Motorhead, Venom  и т.д. Я тренировался как на записях и это прогрессировало. Когда я был на первом курсе колледжа в университете, я был в группе играющей оригинальную музыку. Я однажды сидел в школе и думал что я не хочу быть здесь. Я встал вышел, сел в свой автомобиль и поехал на репетицию. Доехав я сказал "Это то что я хочу делать".

## Предпочтения и конфликт с Сетом Путнемом
Крис большой поклонник метал пионеров Black Sabbath.
Барнса спросили о нынешнем вокалисте Джордже Фишере - «Я знаю Джордж хороший вокалист, хоть он и не мой личный выбор. Мне он нравится отчасти, хотя он не смог спеть мои песни лучше меня, и я чувствую гордость за это, что есть песни где мне не смогут подражать».
Так же он говорит что Grateful Dead его любимая группа.
В интервью он заявил что верит в перевоплощение. Также он рассказывает об Эдгаре Кейси - американском христианском мистике, рассказывающем о войнах, перевоплощении, исцелении, Атлантиде и будущем в состоянии транса, и то как он повлиял на него и его жизнь.
Были разногласия между Барнсом и бывшим вокалистом  Anal Cunt Сетом Путнамом. Согласно сайту Сета, (на данный момент он не существует из-за смерти в 2011) Путнам перебил Криса во время сета Six Feet Under что привело к препирательству между администраторами, насевшими на Сета, Барнс сбежал к своему автобусу. Позже Сет Путнам выпустит песню "Chris Barnes Is a Pussy" как возмездие инциденту.
Несмотря на вражду Путнам заявил, что его любимая песня "Murdered in the Basement" в Six Feet Under.